# Aït Yahia Moussa
Aït Yahia Moussa (în arabă آيت يحى موسى) este o comună din provincia Tizi Ouzou, Algeria.
Populația comunei este de 20.426 de locuitori (2008).